# Pristomerus areolaris
Pristomerus areolaris là một loài tò vò trong họ Ichneumonidae.